# Damiano Michieletto
Damiano Michieletto (geboren am 17. November 1975 in Venedig) ist ein italienischer Theater- und Opernregisseur.

## Werk
Michieletto studierte Regie an der Scuola d’Arte Drammatica Paolo Grassi in Mailand und Literatur an der Università Ca’ Foscari in Venedig. Seinen Durchbruch erzielte er 2003 beim Wexford Festival mit Schwanda, der Dudelsackpfeifer. Seither ist er ein vielbeschäftigter Regisseur in ganz Italien, in der Schweiz, Spanien, Japan und China. Er gilt als Rossini-Spezialist und hat neben dem Barbiere di Siviglia auch La gazza ladra, La scala di seta und L’italiana in Algeri in Szene gesetzt. Am Teatro La Fenice seiner Heimatstadt inszenierte er – neben Roméo et Juliette – die drei Da-Ponte-Opern Mozarts (Dirigent: Antonello Manacorda). Aber auch mit Werken abseits des gängigen Repertoires – von Ramón Carnicer, Michael Daugherty, Nino Rota, Stefano Pavesi und Marco Tutino – hat sich Michieletto auseinandergesetzt. 2012 debütierte er erfolgreich bei den Salzburger Festspielen und im Theater an der Wien.
Michieletto arbeitet seit mehreren Jahren mit dem Bühnenbildner Paolo Fantin, der Kostümbildnerin Carla Teti und dem Lichtdesigner Alessandro Carletti zusammen.

## Inszenierungen
- 2003 Schwanda, der Dudelsackpfeifer – Wexford Festival
- 2004 Il trionfo delle belle (Stefano Pavesi) – Rossini Opera Festival Pesaro
- 2006 Il dissoluto punito (Ramón Carnicier) – Festiva La Coruna
- 2007 La gazza ladra – Rossini Opera Festival Pesaro
- 2007 Il cappello di paglia di Firenze (Nino Rota) – Teatro Carlo Felice, Genua
- 2008 Das Land des Lächelns – Teatro Giuseppe Verdi, Triest
- 2008 Lucia di Lammermoor – Opernhaus Zürich
- 2008 Jackie O (Michael Daugherty) – Lugo Opera Festival
- 2009 Roméo et Juliette – Teatro La Fenice, Venedig
- 2009 Die Entführung aus dem Serail – Teatro San Carlo, Neapel
- 2009 La scala di seta – Rossini Opera Festival Pesaro
- 2010 Il corsaro – Opernhaus Zürich
- 2010 Don Giovanni – Teatro La Fenice, Venedig
- 2010 Tramonto (Renato Simoni) – Teatro Stabile del Veneto
- 2010 Madama Butterfly – Teatro Regio, Turin
- 2010 Sigismondo – Rossini Opera Festival Pesaro
- 2011 Le nozze di Figaro – Teatro La Fenice
- 2011 The Greek Passion (Bohuslav Martinů) – Teatro Massimo, Palermo
- 2012 Il ventaglio – Teatro Stabile del Veneto
- 2012 Così fan tutte – Teatro La Fenice, Venedig / Gran Teatre del Liceu, Barcelona
- 2012 La Bohème – Salzburger Festspiele
- 2012 Il trittico – Theater an der Wien, Det Kongelige Teater, Kopenhagen
- 2013 Un ballo in maschera – Teatro alla Scala
- 2013 Falstaff – Salzburger Festspiele
- 2013 Idomeneo – Theater an der Wien
- 2014 L’ispettore generale – Teatro Stabile del Veneto
- 2014 The Rake’s Progress – Opernhaus Leipzig
- 2014 La Cenerentola –  Salzburger Festspiele
- 2015 Il viaggio a Reims – De Nationale Opera
- 2015 Divine Parole (Divinas Palabras, Ramón María del Valle-Inclán) – Piccolo Teatro Milano
- 2015 Guillaume Tell – Royal Opera House, London
- 2015 Die Zauberflöte – Teatro La Fenice, Venedig
- 2016 Otello – Theater an der Wien
- 2016 Die Dreigroschenoper – Piccolo Teatro, Mailand
- 2016 Cendrillon – Komische Oper Berlin
- 2016 Aquagranda – Teatro La Fenice, Venedig
- 2018 Macbeth – Teatro La Fenice, Venedig
- 2019 Don Pasquale – Royal Opera House,  London
- 2024 Aida - Bayerische Staatsoper, München

## Auszeichnungen
- 2003 Irish Times ESB Irish Theatre Awards – „Best Opera Production“ für Schwanda
- 2008 Premio Abbiati – „Best Director“ für La gazza ladra
- 2013 Reumert Prize Danemark – „Best Opera Production“ für Il Trittico
- 2015 Österreichischer Musiktheaterpreis – „Goldener Schikaneder“ in der Kategorie „Beste Regie“ für Idomeneo am Theater an der Wien[1]
- 2015 Laurence Olivier Award – „Best Opera production“ für Cavalleria rusticana – Pagliacci